# Yamaha MT-10
La Yamaha MT-10 (appelée FZ-10 en Amérique du Nord jusqu'en 2017) est une moto de la série MT fabriquée par Yamaha Motor Company depuis 2016.
La moto est présentée en Italie à l'EICMA 2015 de Milan. C'est le modèle phare de la gamme MT de Yamaha. Son moteur crossplane est basé sur celui de la YZF-R1 2015, mais a été réajusté pour se concentrer sur le couple à bas et moyen régime. Il comporte un certain nombre de modifications techniques importantes, notamment des systèmes d'admission, d'échappement et d'alimentation en carburant nouveaux. Ce moteur produit 118 kW (160,4 ch) à 11 500 tr/min et un couple de 111 N m à 9 000 tr/min.
La moto avec ses prises d'air non fonctionnelles de type V-Max remplace la FZ 1000 produite durant quatorze ans, moto phare de la gamme sportive naked chez Yamaha.
En octobre 2016, Yamaha lance la MT-10 SP, qui comprend des améliorations telles que la suspension de course électronique Öhlins dérivée de la YZF-R1M, un tableau de bord TFT LCD couleur et une palette de couleurs exclusive.
À partir de 2018, la moto est désormais désignée « MT-10 » sur tous les marchés.